# Politiche cristiane evangeliche in America Latina
Le politiche cristiane evangeliche in America Latina si riferiscono alla crescente influenza politica e di attivismo della comunità cristiana evangelica in America Latina.
Inizialmente marginale, diversi rapporti di notizie e di analisti politici hanno sottolineato l'importante peso che tale comunità ha e il suo impatto nella politica elettorale, aiutando anche nelle vittorie elettorali di candidati. Il movimento è generalmente caratterizzato dal suo fermo conservatorismo culturale (anche per gli standard dell'America Latina) con una forte opposizione al matrimonio tra persone dello stesso sesso, ai diritti LGBT, alla legalizzazione dell'aborto, alla legalizzazione delle droghe, alla legalizzazione della marijuana, ideologia di genere, politica identitaria, controllo delle armi e mondialismo. Alcuni possono avere posizioni anti-comuniste e anti-socialiste e approvare il neoliberalismo e il mercato libero capitalista in parte a causa della teologia della prosperità, che molti seguono. Alcune teorie del complotto come il marxismo culturale e il Nuovo ordine mondiale potrebbero rivelarsi popolari tra le loro basi. Inoltre tendono a seguire il sionismo cristiano ed essere forti sostenitori di Israele e sostenere il trasferimento delle ambasciate dei loro paesi a Gerusalemme.
Alcuni sono stati descritti anche come sostenitori della pena di morte, del "pugno di ferro" sul crimine, del creazionismo (e contro l'insegnamento delle teorie scientifiche dell'evoluzione e del Big Bang nelle scuole), punizione corporale per bambini e leggi più severe contro la delinquenza giovanile. I loro avversari più critici li accusano di essere di estrema destra, fondamentalisti, teocratici, anti-democratici e autoritari e che vogliono sostituire la democrazia con la teocrazia.
Movimenti simili spesso interconnessi o analoghi secondo alcuni analisti sono il Tea Party, il Teocon o destra cristiana, il neonazionalismo, l'alt-right e l'ondata conservatrice.
I cattolici in America Latina tendono ad essere più di sinistra in economia a causa degli insegnamenti tradizionali della dottrina sociale della Chiesa e del cristianesimo democratico. I cristiani evangelici invece provengono principalmente dal neopentecostalismo e quindi dai credenti nella teologia della prosperità, che giustifica la maggior parte delle loro idee economiche neoliberali.